# Молине, Жан
Жан Молине́ (фр. Jean Molinet; 1435, Девр — 23 августа 1507, Валансьен) — французский и бургундский хронист, писатель, поэт и композитор, глава школы «великих риториков».

## Биография
Родился в Девре (в нынешнем департаменте Па-де-Кале). В 1450—1454 годах учился в Колледже Монтегю при Парижском университете, получив степень бакалавра искусств.
В 1463 году поступил на службу к герцогу Бургундии Филиппу Доброму, для которого в 1464 году написал политический трактат «Плач по Греции» (фр. La complainte de Grece). Между 1463 и 1470 годами осел в Валансьене, сделавшись секретарём придворного историографа герцога Карла Смелого Жоржа Шателена. После смерти последнего в 1475 году занял его должность индициария (фр. Indiciaire), букв. «записывателя», то есть летописца.
После гибели герцога Карла в битве при Нанси (январь 1477 г.) перешёл на службу к его дочери Марии Бургундской (ум. 1482). В 1491—1492 годах находился при дворе Изабеллы Кастильской и Фердинанда Арагонского, став, в частности, очевидцем капитуляции мусульманской Гранады, а в 1497 году сделался советником их зятя — герцога Бургундии Филиппа Красивого. Служил также библиотекарем сестры последнего Маргариты Австрийской, штатгальтера Испанских Нидерландов.
В 1495 году побывал в Италии, описав свою поездку в сочинении «Путешествие в Неаполь» (фр. Le voyage de Naples, 1496).
В 1485 году вступил в коллегию каноников при церкви Нотр-Дам-де-Ла-Саль-Ле-Комте в Валансьене, настоятелем которой, овдовев, стал в 1501 году.
Умер 23 августа 1507 года в Валансьене. Похоронен в упомянутой церкви.
Его племянник поэт Жан Лемер де Бельж (1473—1524) был его учеником.

## Творчество
«Хроника» (фр. Chronique) Молине написана на среднефранцузском языке и охватывает период с 1474 по 1506 год. Продолжая собой сочинение Шателена, она уступает ему в фактологической точности и полноте, но отличается возвышенным стилем и содержит немало оригинальных сведений, в том числе о Бургундских войнах (1474—1477), а также войне с французским королём Людовиком XI и конфликтах с императором Священной Римской империи Максимилианом I Габсбургом, которого автор представляет подлинным «спасителем» Бургундии.
Мимо внимания Молине не проходят и важнейшие события в сопредельных странах, в частности, заговор Пацци во Флоренции (1478), гибель Ричарда III Йоркского и приход к власти Тюдоров в Англии (1485), Первая итальянская война и битва при Форново (1495), восстание корнцев против англичан под предводительством Перкина Уорбека (1497) и др. Нередко им приводятся тексты писем, посланий и международных договоров.
В предисловии Молине определяет назначение своего труда в том, чтобы вписать имена наиболее славных рыцарей герцогства в «мартиролог чести, дабы они смогли жить после смерти», уподобив земные их труды подвигу архангела Михаила. Будучи последовательным сторонником бургундской независимости, он чётко придерживается антифранцузской позиции и всячески превозносит тех представителей знати, которые, подобно Филиппу де Беверену, оборонявшему крепость Сент-Омер, или Филиппу де Круа, графу де Шиме, отвергли после гибели Карла Смелого притязания французской короны, осуждая тех, кто, подобно Филиппу де Кревкёру или Филиппу де По, сочли возможным перейти на службу к Людовику, «наложившему лапу» на наследство Марии Бургундской.
Вместе с тем, расценивая вступление французских войск в Пикардию, Франш-Конте и Артуа как агрессию и описывая мужество горожан Сент-Омера, Авена, Конде, Арраса и пр., Молине видит истинных защитников Бургундского дома и в представителях третьего сословия. Вызывают интерес его представления о последнем, подразделяемом им на три социальные группы, которые он, в соответствии с поэтическими традициями школы «великих риториков», уподобляет планетам: «Луна, как наиболее низкая и ближе всего расположенная к Земле, вокруг которой вращается, представляет крестьян, людей наиболее низкого призвания, которые должны пахать и обрабатывать землю… Меркурий, расположенный выше Луны, можно сравнить с купцами… которые, как и Меркурий, должны сладкими речами прельщать сердца людей, носиться по земле и летать как птицы по морям, чтобы обеспечивать всем необходимым государство… Венера же являет образ горожан… ибо подобно тому, как Венера своими любовными чарами склоняет людей к плотским наслаждениям… буржуа, более чем кто-либо, предаются праздности, играм, танцам и развлечениям и всем прочим безумным светским забавам».
Известно тринадцать рукописей хроники Молине, большинство из которых восходит к ранней копии, выполненной в начале XVI века его сыном Огюстом по заказу Шарля де Круа, графа де Шиме. Наиболее полные из них хранятся в Национальной библиотеке Франции (français, MS 5618) и Ватиканской апостольской библиотеке (Reginensi latini, MS 1323). Ещё одна из Королевской библиотеки Бельгии в Брюсселе (MS 10385), была утрачена в годы первой мировой войны. Хроника была издана в 1827—1828 годах в Париже в 5-ти томах историком и литературоведом Жаном Александром Бюшоном. Заново отредактированное трёхтомное издание подготовлено было в 1935—1937 годах профессорами Лувенского университета (Бельгия) Жоржем Дутрепоном и Омером Жодонем.
Помимо хроники, Молине написано немало поэтических, прозаических и особенно прозиметрических сочинений, в том числе «Трон чести» (фр. Trosne d’Honneur, 1467), «Крушение Девы» (фр. Le naufrage de la Pucelle, 1477), «Дамские чётки» (фр. Le Chappellet des Dames, 1478) и «Древо Бургундии» (фр. L’Arbre de Bourgogne, 1486). Молине возглавлял бургундскую школу поэтов, называвших поэзию «второй риторикой», а себя «великими риториками». Ему также принадлежат известное прозаическое переложение «Романа о Розе» (фр. Le Roman de La Rose moralis, 1500), прозаическое аллегорическое видение «Упования простого люда» (фр. Ressource du petit peuple, 1481), а также эпитафии на смерть Филиппа Доброго (1467), Карла Смелого (1477), Марии Бургундской (1482), художника Симона Мармиона (1489), маршала Филиппа де Кревкёра (1494), герцога Филиппа Красивого (1506) и др. Традиционно Молине приписывается также трактат «Искусство риторики» (фр. L’art de rhetorique, около 1492).
Нидерландский историк культуры Йохан Хёйзинга в своём труде «Осень Средневековья» (1919) называет стиль Молине «напыщенным», усматривая в его творчестве антиклерикальные тенденции:
«Дай Господь, да иаковит

Августинцем был бы сыт,

А веревка минорита

Удавила б кармелита.»
В качестве композитора является автором, как минимум, одного рондо «Поздняя услада моего сердца» (фр. Tart ara mon cueur sa plaisance).

## Публикации
- Chroniques de Jean Molinet, publiée par Jean-A. Buchon. — Tomes I—V. — Paris: Verdière, 1827—1828. — (Collection des chroniques nationales françaises, 43–47).
- Molinet Jean. Chronique, publiée par Georges Doutrepont et Omer Jodogne Jodogne. — Bruxelles, Palais des Académies, 1935—1937. — Volumes I—III. — (Académie royale de Belgique. Collection des anciens auteurs belges).
- «Великий риторик» Жан Молине. Плач о кончине Марии Бургундской. Стихи. Отрывки из хроник / Предисл., сост., пер., коммент.: В. С. Елистратова, Л. А. Елистратовой. — М.: Русские словари, 2000. — 69 с.
- «Желаний своевольный рой». Эротическая литература на французском языке XV—XXI вв. // Журнал «Иностранная литература». — М., 2012. — № 7 (пер. В. Елистратова).